# Čáp černý
Čáp černý (Ciconia nigra) je zástupcem čeledi čápovitých (Ciconiidae). Je to velký, převážně černý pták s bronzovým leskem, červeným dlouhým zobákem a bílým břichem. Mezi samcem a samicí téměř není rozdíl, mláďata jsou matně hnědá s šedozeleným zobákem. Dožívá se věku přes 15 let.
Tento plachý, vzácnější obyvatel horských lesů, pahorkatin a lužních lesů žije jednotlivě a velmi skrytě. Hnízdo z klacků a větví bývá schováno v lesích v korunách starých stromů nebo na skalách. Je rozšířen ve většině střední a východní Evropy a v mírnějších oblastech Asie až po Dálný východ. Evropské a západoasijské populace táhnou na zimu do střední a západní Afriky, ostatní do Indie a Číny.
Živí se převážně rybami a dalšími drobnými živočichy, které loví hlavně v menších vodních tocích. Snáší obvykle 3–5 vajec, ze kterých se po měsíci líhnou mláďata s bílým prachovým peřím.

## Taxonomie
Čáp černý je členem rodu Ciconia, kam patří 6 dalších recentních (žijících) druhů čápů: především čáp bílý, čáp jihoamerický, africký čáp simbil a další. S příbuznými velkými ptáky jako např. marabu africkým je řazen do čeledi čápovitých (Ciconiidae) a s ní do řádu čápů (Ciconiiformes).
Čáp černý je monotypický druh – netvoří tedy žádné poddruhy.

## Popis

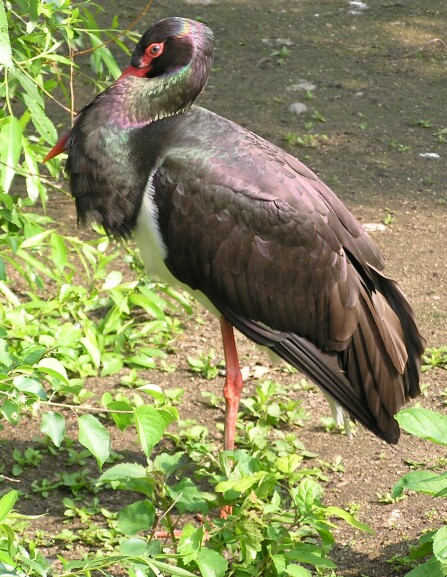
Čáp černý

Čáp černý je o něco menší než běžnější čáp bílý: délka jeho těla dosahuje 90–105 cm a rozpětí křídel 173–205 cm. Váží 2,4 až 3,2 kg. Kromě bílého břicha je tělo celé leskle černé (u dospělých samců jde kovový lesk do zelena, mědi nebo purpuru). Samice bývají matnější, ale jinak zbarvené stejně. Čerstvě narozená mláďata jsou prakticky bílá; mladí ptáci pak zpočátku hnědí bez lesku, později spíš šedočerní s jen slabým nádechem lesku na zádech a na krovkách křídel. Dospělí jedinci mají zobák a nohy hnědočervené (při hnízdění svítivě červené), mláďata zprvu zobák citrónově žlutý a nohy zelené. Pak postupně přebarvují – dospívají a tedy i dobarvují se ve třetím roce života. V přírodě se dožívají nejvýše 18 let, v zajetí byl největší naměřený věk 30 let u jedince v Zoo Londýn.
Pouze u hnízda vydává zvláštní syčivé a hvízdavé zvuky, zobákem klape jen zřídka. Toto klapání je slabší než u čápa bílého a také kratší.

## Rozmnožování
Čápi černí staví svá hnízda na vysokých stromech, řidčeji na skalách. Někdy použijí a dostaví i stará hnízda dravců. Hnízdí většinou jednotlivě a dvě hnízda nebývají blíž než 500 m od sebe. Byly však zaznamenány i případy, kdy vyhnízdili v kolonii čápa bílého.
Ke stavbě hnízda používají především klacky a větve, někdy spojené blátem. Stejně jako čápi bílí používají hnízdo opakovaně a pokaždé ho kus přistaví, takže časem může mít obrovské rozměry. Uvádí se průměr 1,5 m, jinde 2 m. Hnízdo bývá většinou na jižních svazích, obvykle blízko lesní paseky nebo mýtiny. Zde se po prohřátí země vytvářejí stoupavé proudy vzduchu, které čáp využívá ke svému vzletu.
Hnízdí od dubna do srpna jednou ročně, snáší obvykle 3–5 bílých slabě nazelenalých vajec, která jsou dlouhá kolem 65 mm a váží přes 80 g. Oba rodiče se v jejich zahřívání střídají. Inkubační doba vajec se udává 32–38 dní. Protože však rodiče sedí obvykle již od prvního vejce, je celková doba sezení 35–46 dní. Oba také mláďata na hnízdě krmí nejméně další dva měsíce (až 73 dní). V té době jsou již mláďata schopná letu, ale zůstávají ještě přibližně další dva týdny na hnízdě, kde je rodiče přikrmují. Pohlavně dospívají ve třech letech, někdy je udáváno rozmezí 3–5 let.
Čáp černý je monogamní druh – po dobu hnízdění má tedy stálého partnera. V jednotlivých letech však své partnery střídá.

## Etologie

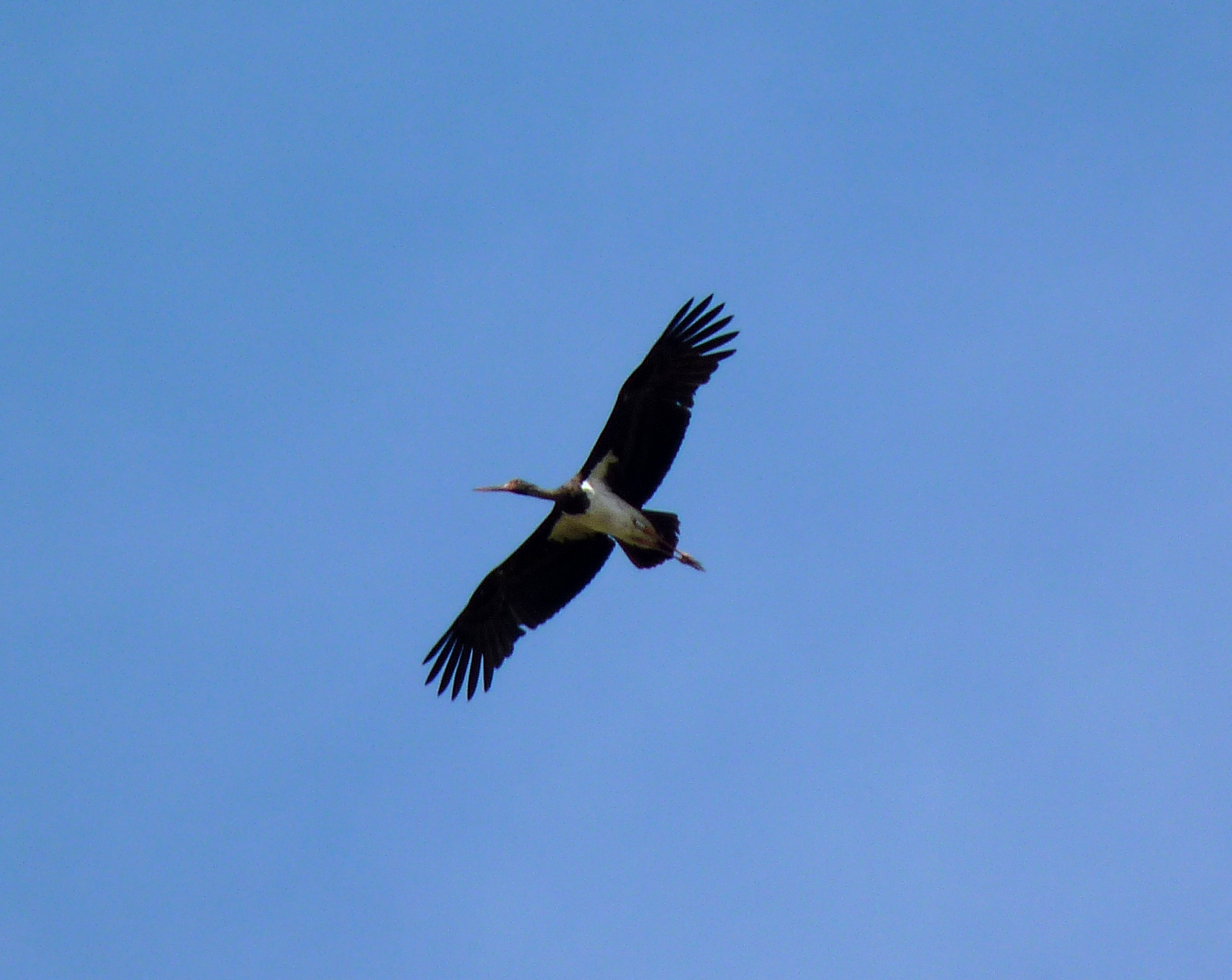
Čáp černý v letu

Čáp černý vyhledává především rozsáhlé lesy v blízkosti vodních toků nebo stojatých vod. Podle některých zdrojů převažuje v lesích listnatých a smíšených, jiné prameny však uvádějí jeho výskyt spíše v jehličnatých porostech. V bezlesé či přímo kulturní krajině s ojedinělými stromy se vyskytuje jen zřídka; v poslední době však častěji. Po vyhnízdění a za tahu se objevuje i na otevřených vodách.
Žije velmi skrytě – jeho hnízdo je těžké najít i pro zkušenější ornitology. Teprve pomocí satelitního sledování v rámci projektu Africká odysea se zjistilo, že v noci přichází až k okrajům lidských sídel a zde skrytě u vodních toků loví potravu.

### Potrava
Jeho potrava je téměř výlučně živočišná – hlavní podíl připadá na ryby, které jsou v ní zastoupeny více než u čápa bílého. Loví ale také žáby, mloky, vodní hmyz a hady, méně pak drobné savce a ptáky. Potravu hledá převážně v mělkých vodách – většinou v lesních potocích a horských bystřinách. Je ochoten za ní letět i dvacet kilometrů od hnízda.

### Predátoři
Udává se, že čáp černý nemá žádné přirozené predátory s výjimkou člověka. To však může platit jen pro jejich rozšíření v Evropě; bylo zjištěno, že první a nejslavnější čáp projektu Africká odysea – samice Kristýna – se na zimovišti v Senegalu stal zřejmě obětí nějakého dravce.

## Rozšíření

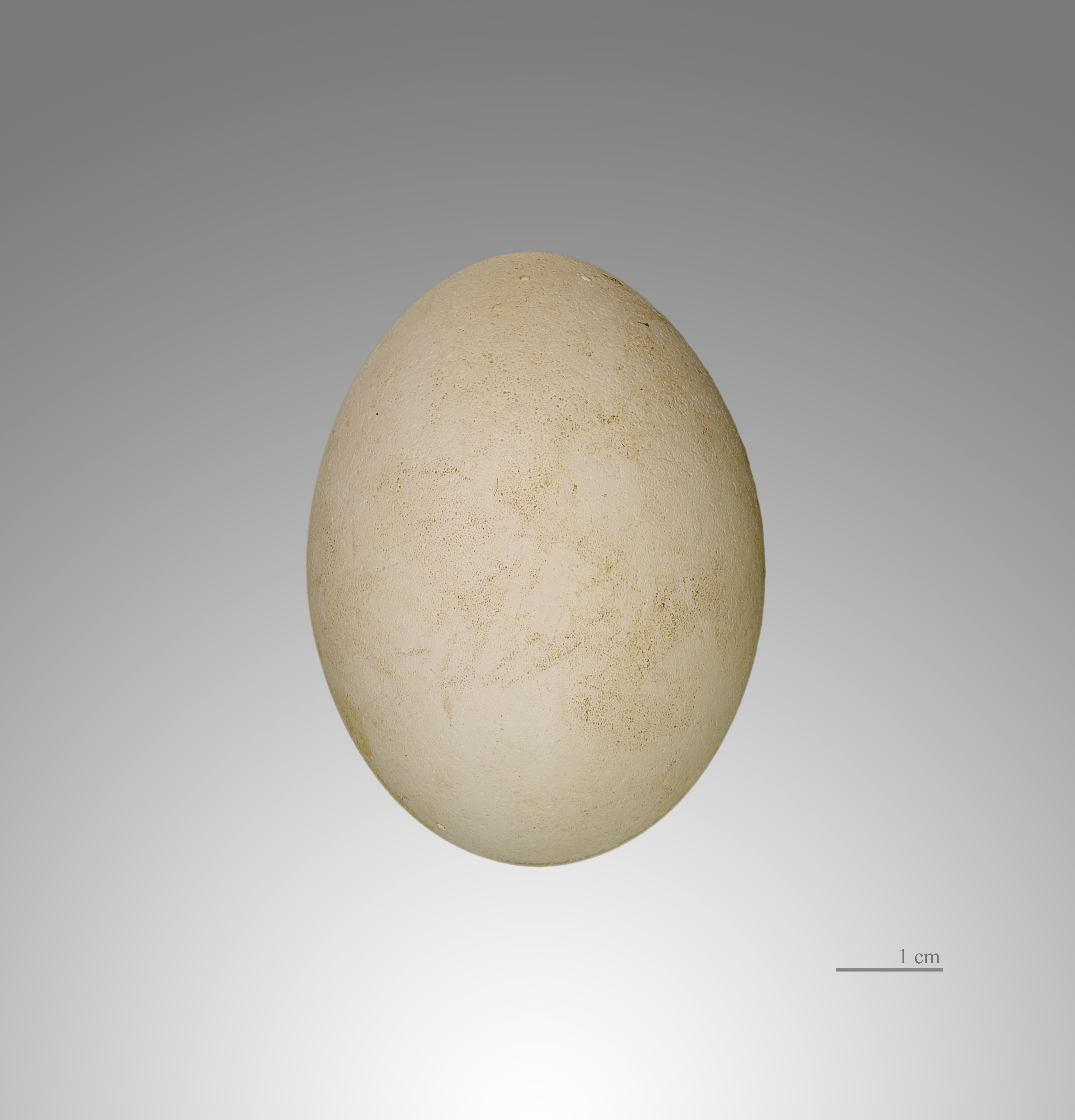
Vejce čápa černého

Čápi černí hnízdí ve střední a východní Evropě (na západ zde zasahuje až části Francie a zemí Beneluxu) a dále v Asii severně od Himálaje. Menší populace je navíc ve Španělsku a Portugalsku. Dále hnízdí v některých částech jižní Afriky – zdejší populace vznikla patrně počátkem 20. století ze zde zimujících ptáků.
V průběhu 19. století čáp černý vymizel, zřejmě vlivem pronásledování, z celé západní a většiny střední Evropy. Nejnižší stavy byly zaznamenány ve 30. letech 20. století. Tehdy zasahoval nejdále do východních částí Německa, polského Slezska, části Slovenska, nejjižnějšího okraje Moravy a maďarského Podunají. Odtud se pak znovu rozšiřoval na západ a na sever. Tato expanze stále pokračuje, takže je možné, že se opět rozšíří i do Dánska a jižního Švédska, kde hnízdili čápi černí naposledy v roce 1952, resp. 1953.
Celková populace čápů černých na celém světě se odhaduje na 24 000–44 000 jedinců (z toho v Evropě asi 15 500) a velikost jeho hnízdního areálu na 18 800 000 km².

### Tah

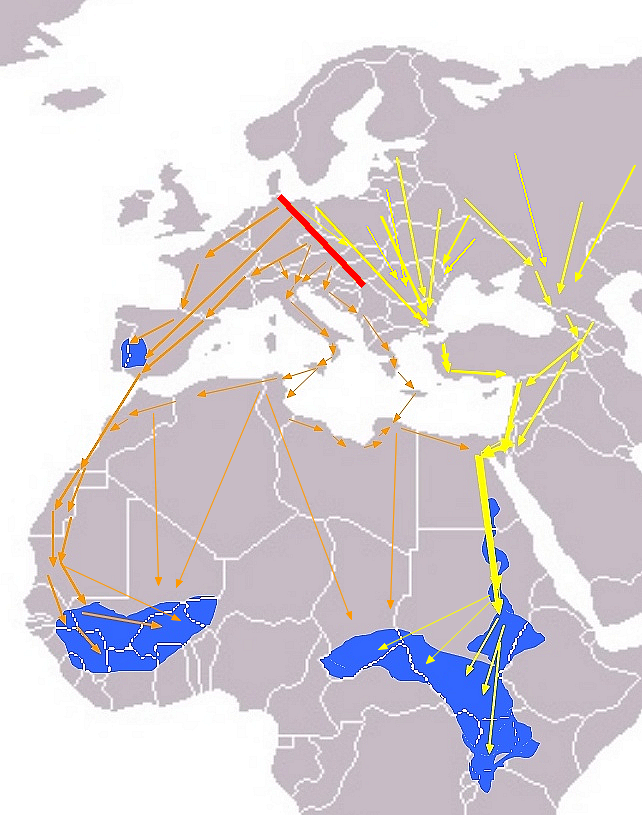
Migrace čápa černého

Kromě jihoafrické a větší části pyrenejské populace jde o tažné ptáky, kteří přezimují v tropech. Tažné cesty se liší hlavně podle hnízdní lokality. Západní část populace táhne do Afriky na jih od Sahary a do východní Indie, zatímco populace z východu zimují v Číně. Odlétají většinou v září, místy už na konci srpna a vrací se od konce března do poloviny dubna, většinou až po bílých čápech.
Čápi z východních Čech a Moravy táhnou obvykle přes Turecko a Blízký východ do středních nebo východních oblastí rovníkové Afriky, zatímco z ostatních českých území letí většinou přes Gibraltar do západních částí subsaharské Afriky. Při tahu uletí za den 100–300 km, výjimečně i 500 km. Ptáci z jednoho páru mohou létat do zimovišť různým směrem nebo volit odlišná zimoviště. Svým zimovištím však bývají po celý život věrní.
Čápi táhnou vždy jednotlivě – nikdy v hejnech nebo ve formacích. Mladí jedinci létají do zimovišť nezávisle na svých rodičích. Před tahem někdy podnikají tzv. předtahové potulky (přelety mimo směr pravidelných tahů), jak je to běžné např. u volavek.

### Rozšíření v Česku
Až do konce 19. století nebylo v Česku doloženo jeho hnízdění. Teprve v 30. letech 20. století začal pravidelně hnízdit v lužních lesích u soutoku Moravy a Dyje. Odtud se šířil dále na sever; v 50. letech bylo zaznamenáno první hnízdění v Podkrkonoší.
Nyní hnízdí roztroušeně v příhodných biotopech v podstatě na celém území až téměř po horní hranici lesa – na Šumavě bylo zjištěno zahnízdění v nadmořské výšce 1050 m. Počet hnízdících párů se stále zvyšuje: na konci 19. století šlo o nejvýše desítky párů, v letech 1973–1977 už 100–150 párů. roce 1994 proběhlo v Česku sčítání, při němž bylo napočítáno minimálně 288 párů. Na začátku 21. století se stavy čápa černého odhadují na asi 300–400 hnízdících párů.

#### Projekt Africká odysea
V letech 1995–2000 se v Českém rozhlasu uskutečnil projekt Africká odysea, kdy byli sledováni čápi černí při své cestě na zimoviště v Africe a zpět do Čech. Čápi byli při těchto sledováních vybaveni „batůžky“ s vysílačkami a byli sledování satelitní i pozemní telemetrií. Posluchači Českého rozhlasu Praha se o osudech čápů dozvídali pravidelně v pořadech Dobré jitro a Meteor. Hlavním organizátorem projektu byl Miroslav Bobek, tehdejší redaktor Českého rozhlasu, od ledna 2010 ředitel Zoologické zahrady Praha.
Nejznámějším čápem, sledovaným v rámci tohoto projektu, byla samice Kristýna, která byla vybavena vysílačkami poprvé 24. července 1995 v lesích v jižní části Brd. Podařilo se ji sledovat 3 a půl roku, což je rekord v délce nepřetržitého sledování konkrétního živočicha pomocí vysílačů. Další dva čápi, se kterými sledování v roce 1995 začalo, byli Viktor a Zuzana, odchycení na Rakovnicku.

## Ohrožení
Podle červeného seznamu IUCN je čáp černý tzv. málo dotčený druh (LC). Znamená to, že u něj jsou jen velmi malé nebo žádné obavy z vyhynutí. Toto hodnocení je však posuzováno z celosvětového hlediska – v Česku je stále řazen mezi silně ohrožené ptáky, i když se jeho stavy zvyšují.

## Pták roku
- Česká společnost ornitologická vybrala v roce 2014 čápa černého jako ptáka roku.

## Fotogalerie

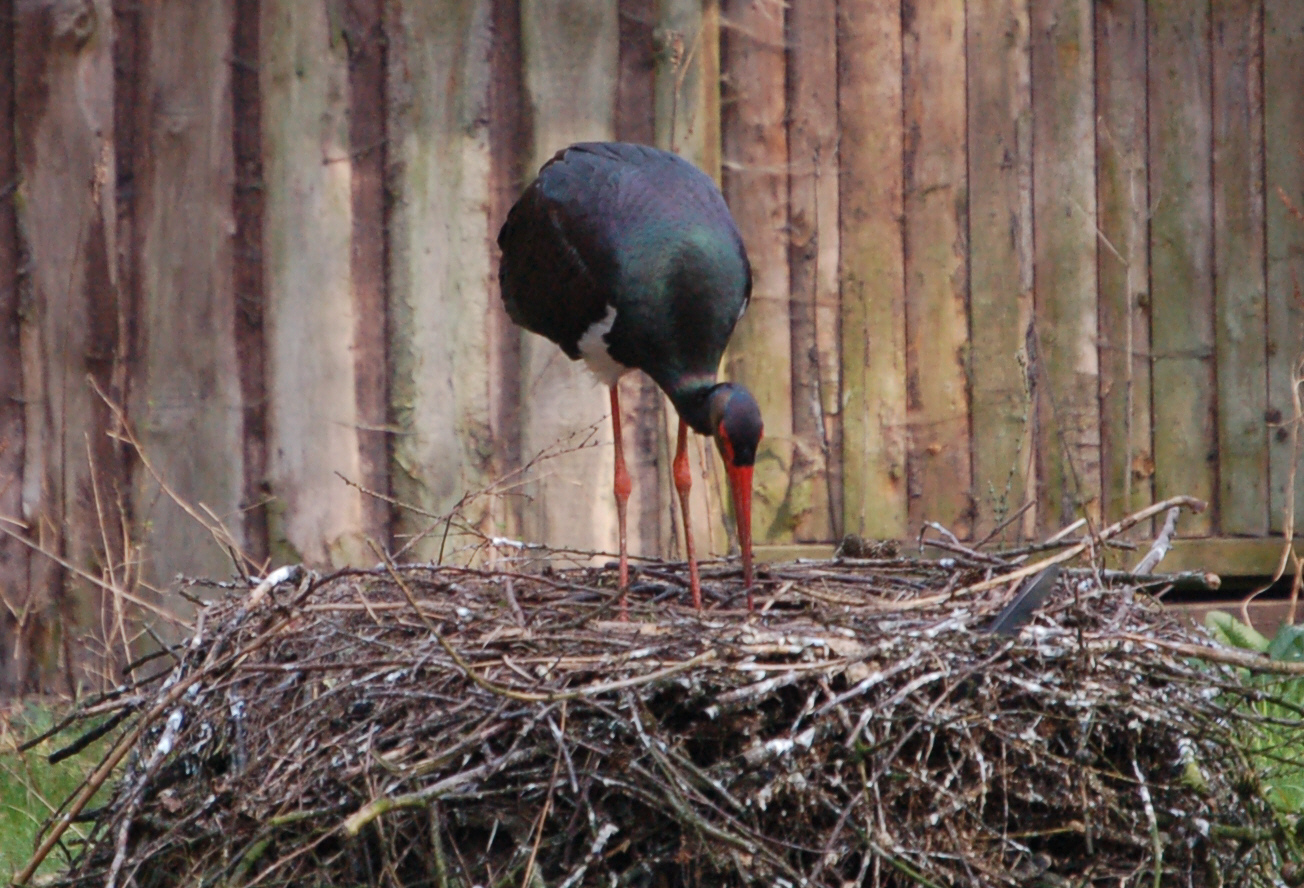
Čáp černý na hnízdě
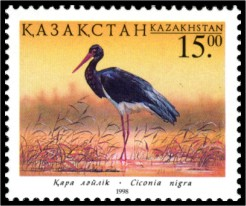
Kazašská známka s čápem
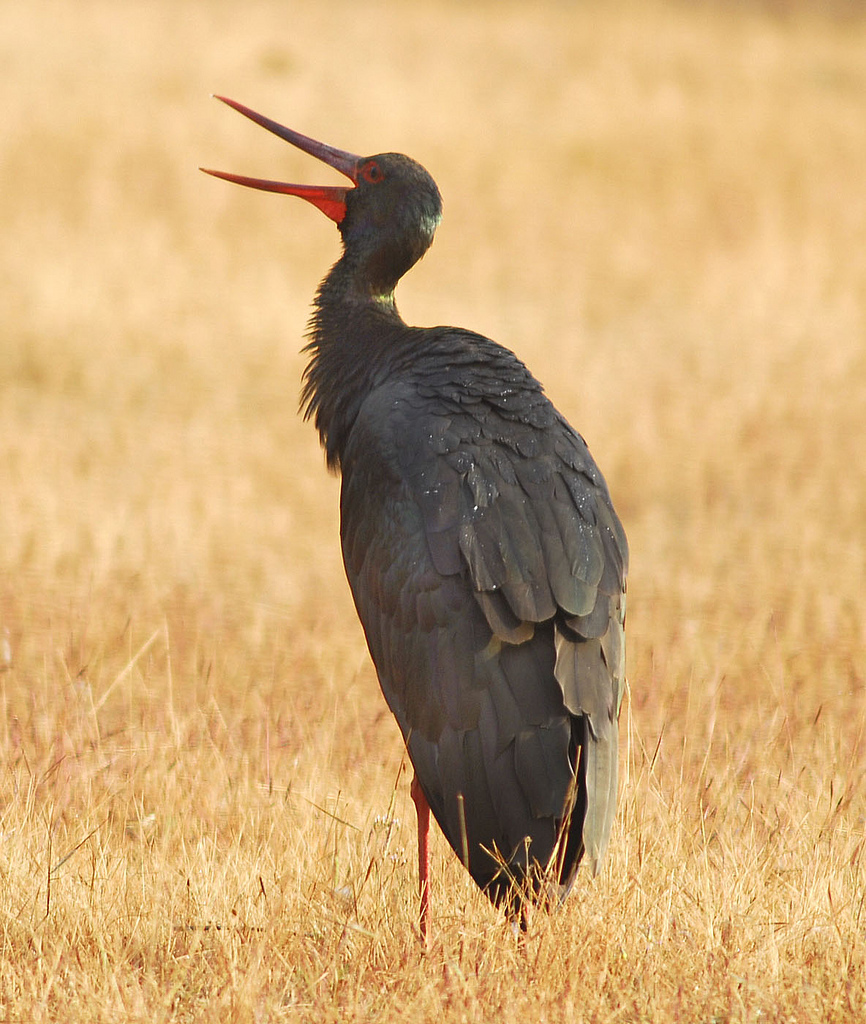
Čáp na zimovišti v Indii
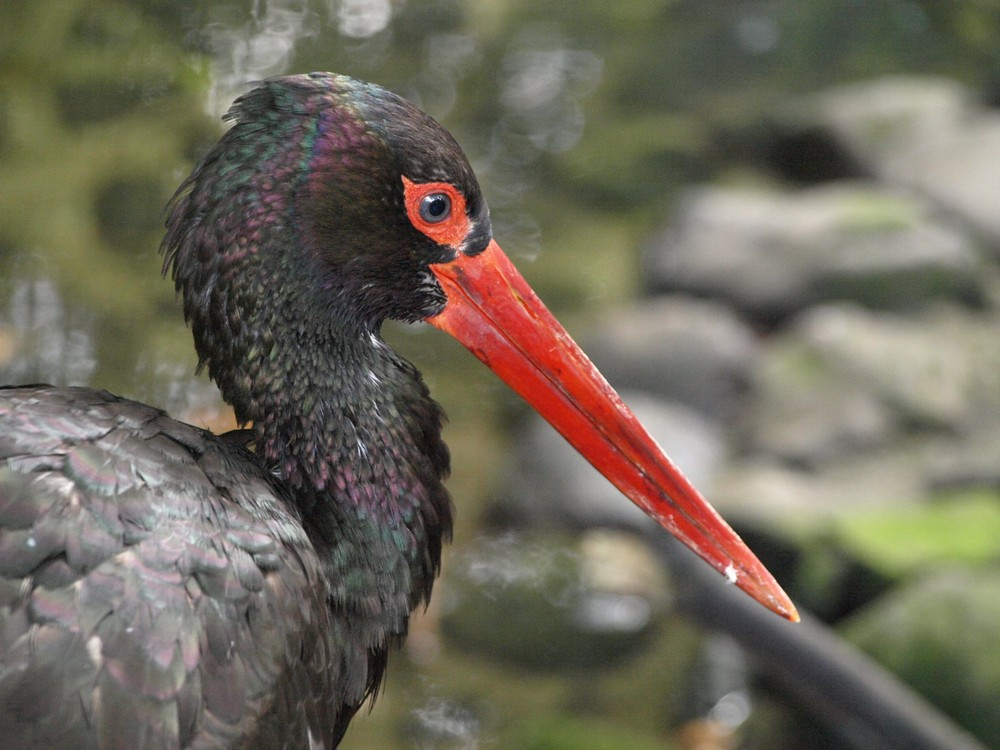
Hlava čápa – Zoo Děčín